# Gertrud Drechsler
Gertrud Liska Drechsler geb. Göschel, zuletzt Drechsler-Groß (* 16. März 1896 in Bärenwalde; † 20. Februar 1984 in Kirchberg) war eine deutsche Mundartdichterin des westlichen Erzgebirges.

## Leben
Gertrud Göschel heiratete am 7. Mai 1921 Willy Drechsler aus Chemnitz und zog mit ihm in die Gartenstraße nach Rabenstein. Dort wurde sie als Mundartschriftdichterin tätig, veröffentlichte Gedichte in den Glückauf-Heften des Erzgebirgsvereins, im Kalender für das Erzgebirge und übrige Sachsen von Woldemar Müller sowie in verschiedenen Tageszeitungen. Ferner schrieb sie auch Lieder wie  ’s werd Herbist und Haamliche Lieb, beide nach einer Weise von Albert Schramm. Am bekanntesten wurde ihr Lied De Bimmelbah!, das auch als Liedpostkarte vertrieben wurde.
In Martin Leistners Werk Chronik des erzgebirgischen Dorfes Bärenwalde sind einige Gedichte Gertrud Drechslers abgedruckt.
Sie wurde in den Anton-Günther-Ring berufen.

## Werke (Auszug)
- Mei Arzgebirg mei Haamitland, Ernestische Buchhandlung, Chemnitz 1933
- Aus der Seele Tiefen
- Wir tanzen Ringelreih'n, Harfeverlag, Bad Blankenburg
- Seht!, Harfeverlag, Bad Blankenburg 1949
- Frohe Zeit[1]